# Pierre-Frite (Breuilpont)
Pour les articles homonymes, voir Pierre Frite.
La pierre Frite aussi appelé menhir de Lorey est un menhir situé sur la commune de Breuilpont dans le département de l’Eure en France.

## Localisation
Le mégalithe est situé dans le parc du château de Lorey à Breuilpont.

## Description
La Pierre Frite est un bloc de grès mesurant 3,2 m de hauteur sur 2,8 m de large à la base et 1 m d’épaisseur. Il est orienté nord-sud. Il présente à l’ouest un côté assez plat ; une fissure le divise de haut en bas, en deux moitiés assez égales.

## Historique
Il est cité pour la première fois en 1840 par Louis-Léon Gadebled qui mentionne « deux pierres levées druidiques » dans la vallée près du hameau de Lorey. En 1896, il est décrit par Léon Coutil, président de la Société préhistorique française, dans son Inventaire des menhirs et dolmens de France : Eure.
En 1950, il est classé au titre des monuments historiques par arrêté du 26 juin.